# Rasm al-Dżahsz
Rasm Dżahsz (arab. رسم الجحش) – wieś w Syrii, w muhafazie Aleppo, w dystrykcie Dżabal Siman. W 2004 roku liczyła 154 mieszkańców.